# 容朝望
容朝望（？—？），字几石，號他山，廣東廣州府新會縣人，明朝政治人物。

## 生平
嘉靖十九年（1542年）庚子科廣東鄉試舉人。四十四年（1565年）授崇慶州知州，升保寧府同知，授長蘆鹽運司同知，謫商州知州，經二年，告歸。卒年八十一。

## 著作
著有《睡厭集》。